# Encyclopædia Britannica 1911

Prima pagină a Encyclopædia Britannica, ediţia a 11-a

Cea de-a 11-a ediție a Encyclopædia Britannica (1910 – 1911) este cea mai faimoasă ediție a  Encyclopædia Britannica. Câteva dintre articolele acesteia au fost scrise de renumiți savanți ai vremii. Articolele sunt încă valoroase și prezintă interes pentru savanții moderni, ca artifact cultural al secolului al XIX-lea, de altfel ele conțin un număr de probleme pentru studentul modern și nu trebuie folosite ca sursă primară unică. Ediția din 1911 nu mai este restricționată de copyright și este disponibilă online, părți din ea fiind incluse cu grijă în alte enciclopedii și lucrări online.

## Fondare
A fost modificată de către Hugh Chisholm. O parte din articole au fost scrise de către cei mai cunoscuti învățați ai vremii, precum Edmund Gosse, J.B. Bury, Algernon Charles Swinburne, John Muir, Prince Peter Kropotkin, T.H. Huxley și William Michael Rossetti precum și de cütre alți autori foarte cunoscuți la acea vreme.

## Britannica 1911 însecolul al XXI-lea
Ediția din 1911 a Enciclopediei britanice nu mai este restricționată de drepturile de autor și este disponibilă în multe forme moderne. Deși la vremea ei reprezenta o sursa sigură de informație pentru cititorii moderni, câteva articole au devenit neinteresante datorită unor motive care includ naționalismul sistematizat, polemica autorilor, istoria religioasă (viețile sfinților), inexactitatea istorică. Articolele referitoare la subiecte sensibile care ar putea, de exemplu, să aducă prejudicii naționalismului britanic cum ar fi Primul Imperiu Francez sunt cosiderate în zilele noastre de mare influență. Unele articole sunt polemice, cum ar fi descrierea evenimentului “Baia de sânge” de la Stockholm unde autorul este părtinitor cu una din tabere în detrimentul celeilalte. Articolele referitoare la nobili sunt adeseori hagiografii cum ar fi cazul lui Umberto I al Italiei care este o propagandă facută în favoarea unui rege perceput de majoritatea populației ca fiind un tiran urât de popor. Multe articole sunt pur și simplu neactuale, cum ar fi cele referitoare la știință și mecanică sau cele referitoare la așezări geografice, de exemplu menționarea rețelelor de cale ferată si feriboturi în orașe în care aceste mijloace de transport nu mai sunt utilizate.
Datorită faptului că ediția din 1911 a Enciclopediei britanice este de domeniu public, a devenit o sursă comună de informație. Oricum Enciclopedia britanică din 1911 nu trebuie utilizată ca sursă primară de informație, referința directă trebuie facută doar de un expert în domeniu sau de către o persoană care verifică sursa de informație înainte de publicare, pentru a se asigura că materialul respectă standardele moderne și cercetările actuale. Chiar și în 1930 ediția din 1911 își arăta „vârsta”; Amos Urban Shirk care a citit atât ediția a 11-a cât și cea de-a 14-a ediție în 1930, afirma că în a 14-a ediție se poate vedea o mare îmbunătățire față de ediția a 11-a, marea majoritate a materialelor fiind rescrise complet.
Enciclopedia Britanică din 1911 a fost utilizată în multe proiecte moderne cum ar fi Wikipedia și Enciclopedia Gutenberg.
| Secțiune | De la                  |   | La                    |  |
| --- | ---------------------- | - | --------------------- |  |
| Volumul 1: | A                      | – | Androphagi            |  |
| Volumul 2.1.1:                                                                                                  | Andros, Sir Edmund     | – | Anise                 |  |
| The following sections are still being processed at PGDP. Access to the web pages requires (free) registration. |                        |   |                       |  |
| Volumul 2.1.2+:                                                                                                 | Anjar                  | – | Argentina             |  |
| Volumul 2.2: | Argentina              | – | Austria               |  |
| Volumul 3.1: | Austria, Lower         | – | Bassoon               |  |
| Volumul 3.2: | Bassoon                | – | Bisectrix             |  |
| Volumul 4.1: | Bishârîn               | – | Borgia, Lucrezia      |  |
| Volumul 4.2: | Bordeaux               | – | Bréquigny             |  |
| Volumul 4.3: | Bréquigny              | – | Bulgaria              |  |
| Volumul 4.4: | Bulgaria               | – | Calgary               |  |
| Volumul 5.1: | Calhoun, John Caldwell | – | Cape Colony           |  |
| Volumul 5.2: | Cape Colony            | – | Cat                   |  |
| Volumul 5.3: | Cat                    | – | Ceramic               |  |
| Volumul 5.4: | Caucusus               | – | Chatelaine            |  |
| Volumul 6.1: | Chàtelet               | – | Chicago               |  |
| Volumul 6.2: | Chicago                | – | Chiton                |  |
| Volumul 6.3: | Chiton                 | – | Cincinnati            |  |
| Volumul 6.4: | Cincinnatus            | – | Cleruchy              |  |
| Volumul 6.5: | Clervaux               | – | Cockade               |  |
| Volumul 6.6: | Cockaigne              | – | Columbus, Christopher |  |
| Volumul 6.7: | Columbus, Christopher  | – | Condottiere           |  |